# مشتق ماده
در مکانیک پیوستگی، مشتق ماده‌ (Material derivative)، نرخ تغییر زمانی یک مقدار فیزیکی (مانند حرارت یا جنبش) در یک عنصر ماده است که تحت یک میدان سرعت ماکروسکوپی وابسته به فضا و زمان قرار دارد. از مشتق ماده می‌توان به عنوان یک پیوند، بین توصیف اویلری و لاگرانژی از تغییر پیوستگی ماده استفاده کرد.
به عنوان مثال، در دینامیک سیالات، میدان سرعت، سرعت جریان است و مقدار مورد نظر ممکن است دمای سیال باشد. در این صورت، مشتق ماده را می‌توان تغییر دما در یک بسته خاص از سیال، با گذر زمان توصیف کرد. این بسته سیالی روی خط مسیر خود جریان پیدا می‌کند.

## نام‌های دیگر
برای مشتق مادی، نام‌های دیگری نیز وجود دارد که عبارتند از:
- مشتق جریانی
- مشتق همرفتی
- مشتق پیروی از حرکت
- مشتق هیدرودینامیکی
- مشتق لاگرانژی
- مشتق ذره‌ای
- مشتق محتوایی
- مشتق موضوعی
- مشتق استوکس
- مشتق کلی، اگرچه مشتق ماده در واقع یک حالت خاص از مشتق کلی است.

## تعریف
مشتق مادی برای هر میدان تانسوری y که به صورت ماکروسکوپیک تعریف شده باشد به معنای آن است که تنها به مختصات مکان و زمان وابسته است و این موضوع به شکل زیر تعریف می‌شودy = y(x, t):
{\displaystyle Dy/Dt=\eth y/\eth t+u.\bigtriangledown y,}
∇y مشتق همرفتی تانسور است و u(x, t) سرعت جریان است. به‌طور کلی، مشتق همرفتی میدان u·∇y، که حاوی مشتق همرفتی تانسوری میدان است، می‌تواند به عنوان تفسیری شامل مشتق تانسوری جریان u·(∇y)، یا به عنوان تفسیری شامل مشتق جهتی جریان (u·∇) y، تفسیر شود که به نتایج یکسانی منجر می‌شود. تنها این عبارت که شامل سرعت جریان است، حمل و نقل میدان در جریان را توصیف می‌کند، در حالی که عبارت دیگر تغییرات جریان میدان را توصیف می‌کند که مستقل از حضور هرگونه جریان است. به‌طور گیج‌کننده، گاهی اوقات نام «مشتق همرفتی» برای کل مشتق ماده D/Dt استفاده می‌شود، به جای استفاده از آن تنها برای عبارت فضایی u·∇. تأثیر عبارات غیرزمانی در تعریف‌ها برای موارد اسکالر و تانسور به ترتیب به عنوان حمل و نقل و همرفت شناخته می‌شوند.

## میدان‌های اسکالر و برداری
به عنوان مثال، برای یک میدان اسکالر ماکروسکوپیک φ(x, t) و یک میدان برداری ماکروسکوپیک A(x, t)، تعریف به شکل زیر تغییر می‌کند:
{\displaystyle D\varphi /Dt=\eth (\varphi )/\eth (t)+u.\triangledown (y)}{\displaystyle D(A)/D(t)=\eth (A)/\eth (t)+u.\triangledown (A)}
در مورد اسکالر، ∇φ به سادگی گرادیان یک اسکالر است، در حالی که A ∇ مشتق همرفتی بردار ماکروسکوپیک است (که همچنین می‌توان آن را به عنوان ماتریس ژاکوبی A به عنوان یک تابع از x در نظر گرفت). به‌طور خاص برای یک میدان اسکالر در یک سیستم مختصات کارتزی سه بعدی (x1، x2، x3)، مؤلفه‌های سرعت u1، u2، u3 است و عبارت همرفتی به شکل زیر است:{\displaystyle u.\bigtriangledown (\varphi )=u1.\eth \varphi /\eth x1+\eth \varphi /\eth x2+\eth \varphi /\eth x3}

## توسعه
یک مقدار اسکالر φ = φ(x,t) را در نظر بگیرید، جایی که t زمان و x مکان است. در اینجا φ ممکن است یک متغیر فیزیکی مانند دما یا غلظت شیمیایی باشد. مقدار فیزیکی که مقدار اسکالر آن φ است، در یک پیوستگی وجود دارد و سرعت ماکروسکوپی آن توسط میدان برداری u(x,t) نمایش داده می‌شود.
{\displaystyle (d/dt)\varphi (x,t)=\eth \varphi /\eth t+{\dot {x}}.\bigtriangledown \varphi }
مشتق (کلی) نسبت به زمان φ با استفاده از قاعده زنجیره چندمتغیره گسترش می‌یابد:
{\displaystyle {\dot {x}}=dx/dt}
این توصیفی است برای یک مسیر انتخاب شده x(t) در فضا. به عنوان مثال، اگر X=۰ انتخاب شود، مشتق زمانی برابر با مشتق زمانی جزئی است، که با تعریف یک مشتق جزئی تطابق دارد: مشتقی که نسبت به یک متغیر (در این حالت زمان) گرفته می‌شود و سایر متغیرها ثابت می‌مانند (در این حالت فضا). این منطقی است زیرا اگر x=۰، در این صورت مشتق در یک موقعیت ثابت گرفته می‌شود. این مشتق موقعیت ثابت را مشتق اویلری نامیده می‌شود.
یک مثال از این حالت، یک شناگر است که در یک دریاچه در ابتدای صبح ساکن است و تغییر دما را در دریا حس می‌کند: آب به تدریج گرمتر می‌شود به دلیل گرم شدن از طرف خورشید. در این حالت، اصطلاح کافی است برای توصیف نرخ تغییر دما.
اگر خورشید آب را گرم نکند یعنی (∂φ/∂t=۰) اما مسیر x(t) ساکن نباشد، مشتق زمانی φ ممکن است به دلیل مسیر تغییر کند. به عنوان مثال، تصور کنید شناگر در یک استخر آب ساکن در داخل ساختمان و تحت تأثیر خورشید نباشد. یک سر از استخر در دمای ثابت بالا و سر دیگر در دمای ثابت پایین قرار دارد. با شنا کردن از یک سر به سر دیگر، شناگر تغییر دما را نسبت به زمان احساس می‌کند، با این حال دما در هر نقطه (ثابت) داده شده ثابت است. این به این دلیل است که مشتق در محل سکون شناگر که در آن تغییر دما اتفاق می‌افتد گرفته می‌شود و عبارت دوم در سمت راست ẋ⋅∇φ برای توصیف نرخ تغییر دما کافی است. یک حسگر دما متصل به شناگر نشان می‌دهد که دما با گذر زمان متغیر است، به سادگی به دلیل تغییر دما از سر یک سر استخر به سر دیگر.
مشتق مادی در نهایت با انتخاب مسیر x(t) به گونه‌ای است که سرعت آن برابر با سرعت سیال است، به دست می‌آید.
به این معنی است که مسیر مسیر جریان سیال را دنبال می‌کند که توسط میدان سرعت سیال u توصیف می‌شود؛ بنابراین، مشتق مادی از عامل کلی φ به صورت زیر است:
یک مثال از این حالت ذره‌ای سبک و بدون جرم است که توسط جریان یک رودخانه حمل می‌شود و همزمان تغییرات دما را تجربه می‌کند. دمای آب ممکن است به صورت محلی به دلیل اینکه قسمتی از رودخانه آفتابی است و قسمت دیگر در سایه است افزایش یابد، یا به‌طور کلی آب به مرور در طول روز گرم می‌شود. تغییرات ناشی از حرکت ذره (که به خودی خود ناشی از جریان سیال است) به عنوان هدایت (یا همجوشی در صورت حمل یک بردار) شناخته می‌شود.
تعریف فوق بر روی خواص فیزیکی جریان سیال بنا شده‌است؛ با این حال، هیچ قوانین فیزیکی استفاده نشده‌است (به عنوان مثال، فرض شده‌است که یک ذره سبک در یک رودخانه سرعت آب را دنبال خواهد کرد)، اما از آنجا که تعیین مشتق مادی می‌تواند مفاهیم فیزیکی بسیاری را به کوتاهی توصیف کند. با این حال، حالت کلی هدایت بر وابستگی محافظت جرم جریان سیال بنا شده‌است؛ در صورتی که هدایت در یک محیط غیر محافظتی رخ دهد، وضعیت کمی متفاوت می‌شود.
تنها یک مسیر برای عامل فوق در نظر گرفته شد. برای یک بردار، گرادیان به مشتقات چندجمله‌ای تبدیل می‌شود؛ برای میدان‌های تانسوری، ممکن است بخواهیم به جز ترجمه سیستم مختصات به دلیل حرکت سیال، چرخش و کشیدگی آن را نیز در نظر بگیریم. این با استفاده از مشتق زمانی معکوس بالا انجام می‌شود.